# Gustav Franz Hüttig
Gustav Franz Hüttig (* 13. Mai 1890 in Prag; † 1. Dezember 1957 in Graz),  war ein böhmisch-österreichischer Chemiker und Professor für Anorganische und Physikalische Chemie.

## Leben und Werk
Hüttig studierte Chemie u. a. an der Universität Leipzig bei Arthur Hantzsch und war dann von 1914 bis 1922 Assistent an der Bergakademie Clausthal. Anschließend kam er über Zwischenstationen in Jena, Leipzig und Bonn 1926 als Ordinarius für anorganische und analytische Chemie an die Deutsche Technische Hochschule Prag. Seit November 1934 gehörte der der Sudetendeutschen Heimatfront, 1935 umbenannt in Sudetendeutsche Partei an und stellte nach deren Auflösung den Antrag auf Aufnahme in die NSDAP. 1946 wurde er – als Deutscher – aus Prag vertrieben.
Nach dem Zweiten Weltkrieg übernahm er 1946 das Institut für Anorganische und Physikalische Chemie an der Technischen Hochschule, heute Technische Universität Graz, deren Rektor er in der Amtsperiode 1953/54 war.

## Publikationen
- „Die Beeinflussung der elektrischen Leitfähigkeit sehr dünner Metalldrähte durch das umgebende Medium“,  Berlin: Verl. Technik, 1951
- „Anorganische Chemie“,  Heidelberg: Winter, 1948
- „Das Erinnerungsvermögen der festen Materie und seine Einordnung in die Lehre von den aktiven Zuständen“, Prag: Deutsche Akademie d. Wissenschaften, 1944
- „Ueber die Zustände, welche während des Ueberganges von festen Stoffen in andere feste Stoffe durchschritten werden, und über die Wechselwirkung dieser Zustände mit dem gasförmigen Medium, in welchem sich die Veränderungen der festen Stoffe vollziehen“, (Göteborg: Elander), 1937
- „Sammlung elektrochemischer Rechenaufgaben mit e. kurzen Übersicht über die wichtigsten Lehrsätze u. Konstanten“, Berlin: de Gruyter & Co., 1924
- „Über Gitterbestandteile, die im Kristallgitter vagabundieren“, Berlin: Gebr. Borntraeger, 1924
- „Das Ideal der Kunst“, Berlin: Wigand, 1913

## Ehrungen
- 1936 Liebig-Denkmünze des Vereins Deutscher Chemiker
- 1937 Wahl zum Mitglied der Deutschen Akademie der Naturforscher Leopoldina[2]
- 1954 Wilhelm-Exner-Medaille